# Kende Júlia (írónő)
Kölcsei Kende Júlia Katalina (Pest, 1864. március 7. – Budapest, 1937. március 15.) gróf Teleki Sándorné, „Szikra” író, újságíró, A Nő és a Társadalom, majd A Nő szerkesztője, a Magyar Írónők Körének alapító elnöke, a Magyar PEN Klub alelnöke.

## Élete
Az ősrégi római katolikus nemesi származású kölcsei Kende család sarja. Apja, kölcsei Kende Kanuth (1822-1903), beregmegyei táblabiró, 1848-as nemzetőr, országgyűlési képviselő volt, akit Mikszáth Kálmán meleg hangú nekrológban búcsúztatott mint „az utolsó tekintetes úr”. Anyja nagykállói Kállay Ida (1827–1900) úrnő volt. Pesti szentistvánvárosi plébánián keresztelték meg; keresztszülei zalakapolcsi Domonkos Mihály és neje, tiszarofi Borbély Júlia úrnő (1824–1867) voltak. Apai nagyszülei kölcsei Kende Zsigmond (1794–1865), Szatmár vármegye alispánja, földbirtokos és nagykállói Kállay Katalin (1794–1870) voltak. Anyai nagyszülei nagykállói Kállay Tamás (1792–1855) táblabíró, földbirtokos és revisnyei Reviczky Mária (1808–1856) voltak.

## Házassága
1886. október 31.-én, Cégényben házasodott össze széki gróf Teleki Sándorral (1861–1919), akinek apja a „vadgróf” gróf Teleki Sándor (Kolozsvár, 1821–1892) 1848–49-es magyar katona, honvédezredes, olasz tábornok, főrendiházi tag és a Petőfi Társaság tagja volt. Teleki Sándor gróf és Kende Júlia házassága gyermektelen maradt.

## Művei
- A bevándorlók. Elbeszélések. Bpest, 1898. (2. kiadás. Uo. 1899. Ism. 1898: Budapesti Hirlap 140., P. Napló 152., Új Idők 22., Polit. Heti Szemle 32., A Hét 28., Budapesti Szemle 94. k., 1899: Kath. Szemle, Erdélyi Múzeum. Újabb kiadása. Egyetemes Regénytár XVII. 17. Uo. 1902. Németül: ford. Ebenthal Artur S. Wien és Leipzig; 1905. Nyom. Budapesten)
- Ugody Lila. Regény. Két kötet. Uo. (1900. Szines Könyvek I. 1. 2. Ism. Budapesti Hirlap 160., P. Lloyd 142., Bud. Szemle 103. k., M. Kritika III. 20., 21., M. Hirlap 152., Új M. Szemle, Vasárnapi Ujság 27. sz.)
- A betörők. Elbeszélések. Uo. 1902. két kötet. (Színes Könyvek I. 12., 13. Ism. Politikai Heti Szemle 24., Új Idők 15., Erdélyi Múzeum, A Hét 16., M. Közélet, Havi Szemle)
- Vadászat és egyéb elbeszélések. Uo. 1903. (Magyar Könyvtár 339.)
- A fölfelé züllők. Regény. Uo. 1904. (Ism. Budapesti Hírlap 126., P. Lloyd 19., M. Hírlap 128., M. Közélet 19., Vasárnapi Ujság 18., M. Szemle, A Hét 20. sz. Budapesti Szemle 1905. 121. k.)
- Enyém? A Kisfaludy-társaság Lukács Krisztina-díjával jutalmazott regény. Uo. 1906. (Ism. Budapesti Hírlap 97., M. Szemle 19., Munka Szemléje 10., Szerda 282. l., A Hét 7., 15. sz. Vasárnapi Ujság 11., 1908. Kath. Szemle. Újabb kiadása: Egyetemes Regénytár XXIII. 9. Uo. 1907.)
- A nagyon gazdag leány. Monolog. Uo. 1905. (Monologok. Víg és komoly magánjelentek 154.)
- Régen. Undi S. Mariska rajzaival. Uo. 1907. (ism. A Kor 364. l., P. Lloyd 107. sz., 1908: Kath. Szemle)
- A hét szilvafa árnyában. Elbeszélések. Uo. 1909. (Ism. Vasárnapi Ujság 29. sz.)
- Nagy asszonyok élete. (szerk.) Budapest, 1912

### Színművei
- Tépett lánczok, színmű 1 felv.
- Káprázat, vígj. 2. felv. (Először adták a budapesti Nemzeti Színházban: 1903. dec. 11.)